# Рудня Журавлёва
Рудня Журавлёва (бел. Жураўлёва Рудня) — деревня в Угловском сельсовете Брагинского района Гомельской области Белоруссии.

## География
Находится вблизи реки Брагинка (приток Днепра) в 16 км на север от Брагина, 22 км от железнодорожной станции Хойники (на ветке Василевичи — Хойники от линии Калинковичи — Гомель), 70 км от Гомеля.

## Транспортная система
Транспортные связи по просёлочной, затем автомобильной дороге, которая соединяет Брагин с дорогой Лоев — Речица.
Планировка состоит из прямолинейной улицы, к которой под прямым углом с востока примыкает короткая улица с переулком. Застройка деревянными домами усадебного типа.

## История
По письменным источникам известна с XVI века как деревня Рудник в Королевстве Польским. После 2-го раздела Речи Посполитой (1793 год) в составе Российской империи. В 1850 году владение графини Ракицкой. В 1908 году в Ручеёвской волости Речицком уезде Минской губернии.
С 8 декабря 1926 года по 30 декабря 1927 года центр Журавлёворуднянского сельсовета Лоевского, с 4 августа 1927 года Брагинского районов Речицкого, с 9 июня 1927 года Гомельского округов.
В 1931 году организован колхоз. Во время Великой Отечественной войны в апреле 1943 года фашисты полностью сожгли деревню и убили 16 жителей. В 1959 году центр колхоза имени В. П. Чкалова. Находились клуб, библиотека, фельдшерско-акушерский пункт, отделение связи, швейная мастерская, магазин.
Рядом месторождения железных руд и торфа.

## Население
- 2004 год — 66 хозяйств, 189 жителей.

### Историческая численность населения
- 1850 год — 15 дворов, 125 жителей.
- 1897 год — 35 дворов, 226 жителей (согласно переписи).
- 1908 год — 40 дворов, 241 житель.
- 1930 год — 59 дворов, 361 житель.
- 1940 год — 78 дворов, 385 жителей.
- 1959 год — 350 жителей (согласно переписи).
- 2004 год — 66 хозяйств, 189 жителей.

## Достопримечательность
- Мемориал погибшим жителям деревни в период Великой Отечественной войны
- Часовня в память о трагически погибших жителях пяти деревень Брагинщины